# I-Fluid
I-Fluid est un jeu vidéo mêlant plates-formes et réflexion sorti en 2008 sur PC. Ce jeu est, à l'origine, un prototype conçu par des étudiants de l'école ISART-Digital. Il a ensuite été finalisé par le studio marseillais Exkee.
Le jeu était initialement un projet étudiant intitulé La Goutte, qui a été finaliste de l'Independent Games Festival 2006 et a eu un prix au Laval Virtual 2006,[source insuffisante].

## Développement
Le jeu utilise le moteur PhysX.

## Accueil
Le 19 décembre 2008, Jeuxvideo.com publie une sélection des « 10 jeux les plus révolutionnaires de l'année 2008 ». I-Fluid y figure en 7e position.